# Acuarela

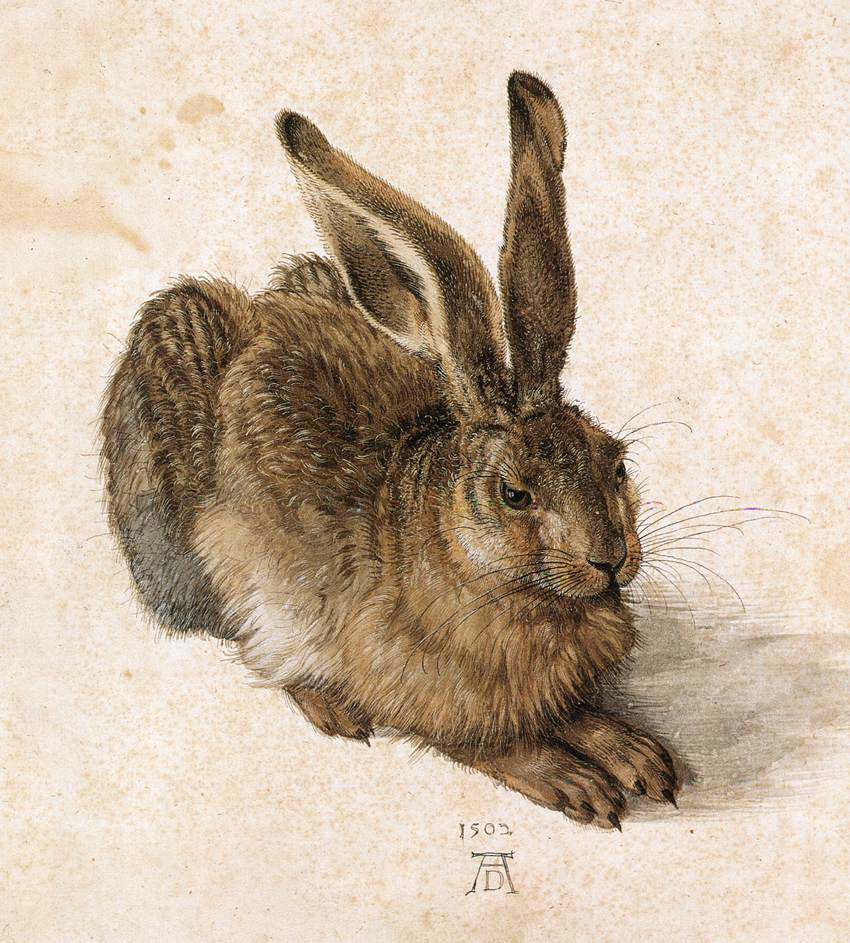
Alberto Durero, Joven liebre, aguada y acuarela sobre papel, 1502.

La acuarela es una técnica sobre papel o cartulina con colores diluidos en agua. También es el nombre de la técnica empleada en este tipo de pintura y de los colores con los que se realiza.
Los colores utilizados son más o menos transparentes según la cantidad de agua con la que se mezcla, y a veces dejan ver el fondo del papel, que suele ser blanco y que actúa como un verdadero tono, puesto  que en la acuarela el uso de blanco puro se omite y se usa el mismo del papel para los puntos de luz.
El producto utilizado para pintar se compone de pigmentos aglutinados con goma arábiga o miel. La acuarela se utiliza pintando por capas transparentes, con el fin de conseguir la máxima brillantez y soltura en la composición que se realiza.

## Historia de la acuarela
Todo hace suponer que la pintura a la acuarela siguió a la invención del papel en China (atribuida al eunuco Cai Lun, consejero del emperador He de la dinastía Han Oriental), en el siglo II d. C. Ya en el siglo xiii los árabes introdujeron la fabricación del papel en España y la tecnología se extendió a Italia décadas más tarde. Algunos de los más antiguos fabricantes de papel incluyen a Fabriano (en Italia), abierto en 1276, y Arches (en Francia), abierto en 1492.
El antecesor de la acuarela en Europa fue el fresco —pintura mural usando pigmentos en un medio acuoso sobre mortero de cal húmeda—. Un buen ejemplo de fresco es la Capilla Sixtina, iniciado en 1508 y completado en 1514. El primer uso conocido de la acuarela en Europa es por el pintor renacentista italiano Rafael Sanzio (1483-1520), quien pintaba en grandes cartulinas como bocetos de tapices. En Alemania, Alberto Durero (1471-1528) pintó acuarelas en el siglo XV. La primera escuela de acuarela en Europa fue liderada por Hans Bol (1534-1593), influida por las creaciones de Durero. Entre los maestros británicos que usaron la acuarela puede citarse incluyendo a van Dyck, Thomas Gainsborough, John Constable, Paul Sandby y Joseph Mallord William Turner, considerado por algunos autores precursor de las técnicas que posteriormente desarrollarían las vanguardias. En la pintura española del siglo XX pueden citarse artistas como Julio Quesada, Ceferino Olivé, Francisco Bonnín Guerín, José Comas Quesada o Alberto Manrique.
En Japón, la acuarela ejecutada con tinta es denominada «Sumi-e». En la pintura china, coreana y japonesa ha sido un medio pictórico dominante, realizado frecuentemente en tonalidades monocromáticas negras o sepia.[cita requerida]

## Composición y técnicas

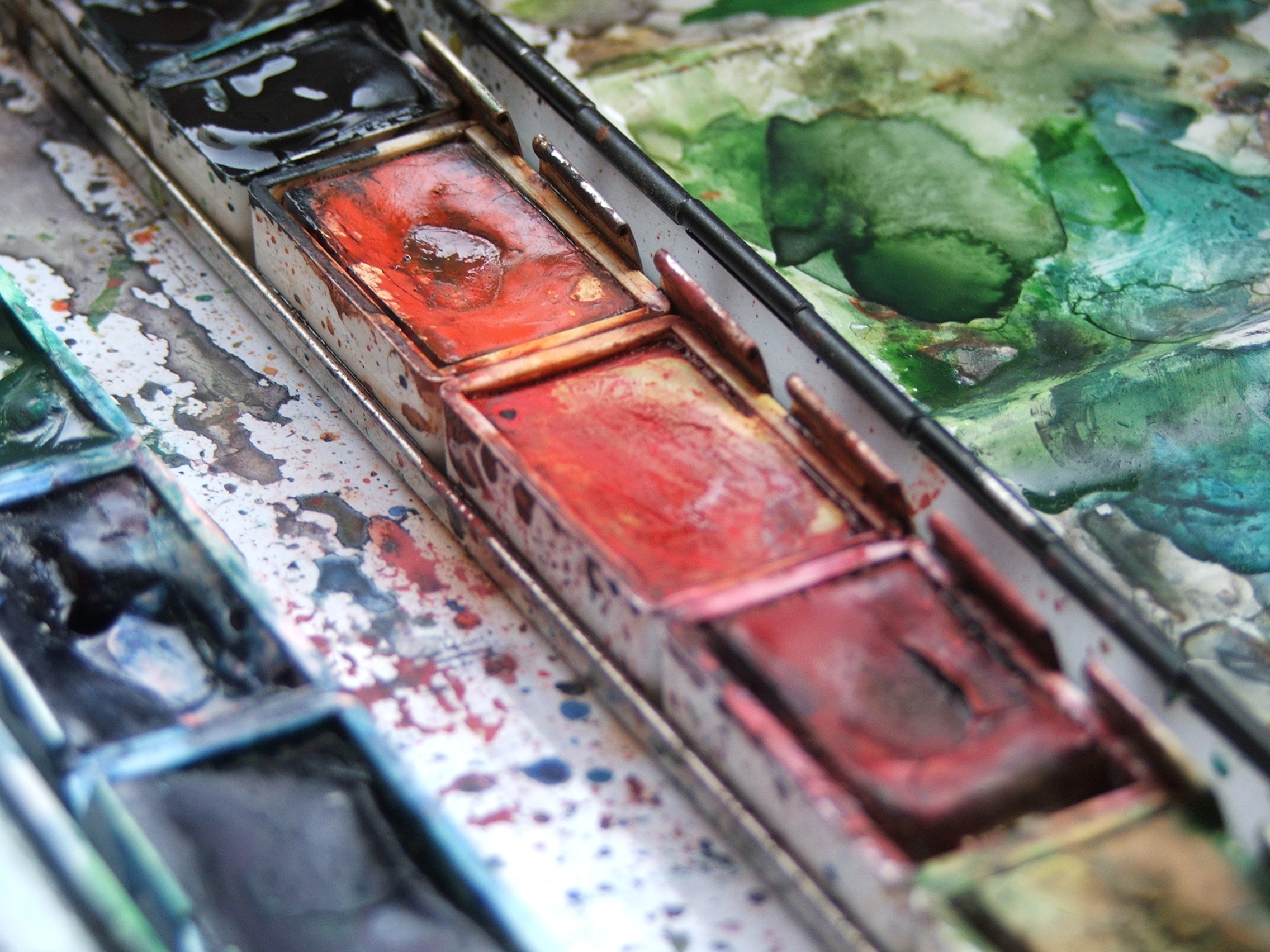
Pigmentos para pintar acuarela en pastillas.

La acuarela, técnica de pintura transparente (a diferencia del gouache, más opaco) utiliza pigmentos finos o tintas, mezcladas con goma arábiga para darle cuerpo y glicerina o miel para darle viscosidad y unir el colorante a la superficie de pintar. Las características de la acuarela son 4 principalmente: es una pintura al agua, es muy translúcida, los colores cambian al secar y tiene carácter impredecible. Toda acuarela palidece si se expone al sol, los colores permanecen cuanta más calidad tienen los pigmentos. Es posible encontrar los colores en tubos o pastillas, en las dos formas se aprecian las diferencias entre pigmentos, por ejemplo con el azul de manganeso se obtiene una granulación.
La técnica de la acuarela se basa en la superposición de capas transparentes —lavados—, utilizando la blancura del papel para obtener efectos y toques de luz. A medida que se superponen más lavados el color se hace más profundo. El color de la acuarela se puede modificar añadiendo o quitando agua, usando pinceles, esponjas o trapos. 
La técnica del lavado permite crear degradados o lavados uniformes, incluso superposición de colores. Con la técnica húmedo sobre húmedo se pinta con la acuarela sobre el soporte previamente humedecido, obteniendo un efecto diferente. También se pueden realizar lavados del pigmento una vez seco, dependiendo del papel, del pigmento y la temperatura del agua. La limpieza con esponja u otro elemento absorbente, el raspado, son algunos ejemplos de las amplias posibilidades que ofrece la acuarela. Los colores utilizados solo se pueden usar si son transparentes (según la cantidad de agua en la mezcla) y a veces dejan ver el fondo del papel (blanco), que actúa como otro verdadero tono.
Entre todas estas técnicas también va a variar el resultado de acuerdo a lo que el artista tenga como objetivo, para ejemplificar, si se busca crear textura, el uso de los granos de sal dan y proporciona manchas. Del mismo modo el alcohol hace que el pigmento se expanda y hasta cierto punto puede alcanzarse a ver el color original del papel.

### Transparencia
En los debates partidistas del mundo del arte inglés del siglo XIX, la témpera se contraponía enfáticamente a las acuarelas tradicionales y se denigraba por su alto poder cubriente o falta de "transparencia"; se exaltaban las acuarelas "transparentes". La aversión a la pintura opaca tenía su origen en el hecho de que hasta bien entrado el siglo XIX se utilizaba blanco de plomo para aumentar la calidad de cubrición. Ese pigmento tendía a decolorarse pronto en negro bajo la influencia de la contaminación atmosférica sulfurosa, arruinando totalmente la obra de arte. La afirmación tradicional de que las acuarelas "transparentes" adquieren "luminosidad" porque funcionan como una vidriera colocada sobre el papel -el color se intensifica porque la luz pasa a través del pigmento, se refleja en el papel y pasa una segunda vez a través del pigmento de camino al espectador- es falsa. Las pinturas de acuarela no suelen formar una capa de pintura cohesiva, como las pinturas acrílicas o al óleo, sino que simplemente dispersan las partículas de pigmento al azar por la superficie del papel; la transparencia se debe a que el papel es visible entre las partículas. Las acuarelas pueden parecer más vivas que los acrílicos o los óleos porque los pigmentos se depositan de forma más pura, con pocas o ninguna carga (como el caolín) que oscurezca los colores de los pigmentos. Normalmente, la mayor parte o la totalidad de la goma aglutinante será absorbida por el papel, impidiendo que el aglutinante cambie la visibilidad del pigmento. La absorción de la goma no disminuye, sino que aumenta la adhesión del pigmento al papel, ya que sus partículas penetrarán entonces más fácilmente en las fibras. De hecho, una función importante de la goma es facilitar el "levantamiento" (eliminación) del color, en caso de que el artista quiera crear una mancha más clara en una zona pintada. Además, la goma evita la floculación de las partículas de pigmento.

## Escuela inglesa
Varios factores contribuyeron a la difusión de la pintura a la acuarela durante el siglo XVIII, especialmente en Inglaterra. Entre las clases elitistas y aristocráticas, la pintura a la acuarela era uno de los adornos incidentales de una buena educación; los cartógrafos, oficiales militares e ingenieros la valoraban por su utilidad para representar propiedades, terrenos, fortificaciones, geología de campo y para ilustrar obras públicas o proyectos por encargo. Los artistas de la acuarela solían participar en expediciones geológicas o arqueológicas, financiadas por la Sociedad de Dilettanti (fundada en 1733), para documentar los descubrimientos en el Mediterráneo, Asia y el Nuevo Mundo. Estas expediciones estimularon la demanda de pintores topográficos, que produjeron cuadros de recuerdo de lugares famosos (y vistas) a lo largo del Gran viaje a Italia que realizaban todos los jóvenes de moda de la época.
A finales del siglo XVIII, el clérigo inglés William Gilpin escribió una serie de libros enormemente populares en los que describía sus viajes pintorescos por la Inglaterra rural, y los ilustraba con acuarelas monocromáticas de elaboración propia sobre valles fluviales, castillos antiguos e iglesias abandonadas. Este ejemplo popularizó las acuarelas como una forma de diario turístico personal. La confluencia de estos intereses culturales, ingenieriles, científicos, turísticos y de aficionados culminó en la celebración y promoción de la acuarela como un "arte nacional" claramente inglés. William Blake publicó varios libros de poesía grabada a mano, proporcionó ilustraciones para El Infierno de Dante, y también experimentó con grandes obras de monotipo en acuarela. Entre los muchos otros acuarelistas significativos de este periodo se encuentran Thomas Gainsborough, John Robert Cozens, Francis Towne, Michael Angelo Rooker, William Pars, Thomas Hearne, y John Warwick Smith.

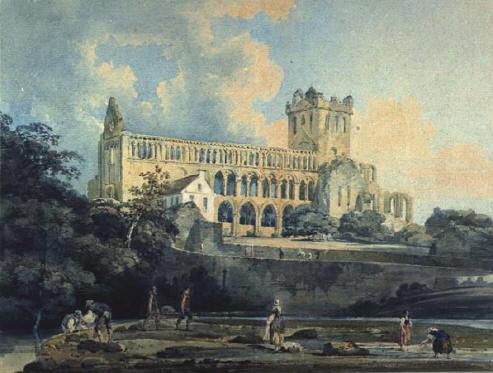
Thomas Girtin, Jedburgh Abbey desde el río, 1798-99, acuarela sobre papel

Desde finales del siglo XVIII hasta el siglo XIX, el mercado de los libros impresos y el arte doméstico contribuyeron de forma sustancial al crecimiento del medio. Las acuarelas se utilizaron como documento básico a partir del cual se desarrollaron grabados paisajísticos o turísticos coleccionables, y los originales en acuarela pintados a mano o las copias de cuadros famosos contribuyeron a muchas carteras de arte de la clase alta. También fueron muy populares las octavillas satíricas de Thomas Rowlandson, muchas de ellas publicadas por Rudolph Ackermann.
Los tres artistas ingleses a los que se atribuye el establecimiento de la acuarela como medio pictórico independiente y maduro son Paul Sandby (1730-1809), a menudo llamado el "padre de la acuarela inglesa"; Thomas Girtin (1775-1802), que fue pionero en su uso para la pintura de paisajes románticos o pintorescos de gran formato; y Joseph Mallord William Turner (1775-1851), que llevó la acuarela al máximo nivel de potencia y refinamiento, y creó cientos de magníficos cuadros históricos, topográficos, arquitectónicos y mitológicos en acuarela. Su método de desarrollo de la pintura a la acuarela por etapas, comenzando con grandes y vagas áreas de color establecidas sobre papel húmedo, y refinando luego la imagen mediante una secuencia de lavados y veladuras, le permitió producir un gran número de cuadros con la "eficiencia de un taller" y le hizo multimillonario, en parte por las ventas de su galería de arte personal, la primera de su tipo. Entre los importantes y talentosos contemporáneos de Turner y Girtin estaban John Varley, John Sell Cotman, Anthony Copley Fielding, Samuel Palmer, William Havell y Samuel Prout. El pintor suizo Abraham-Louis-Rodolphe Ducros también fue muy conocido por sus pinturas románticas de gran formato en acuarela.

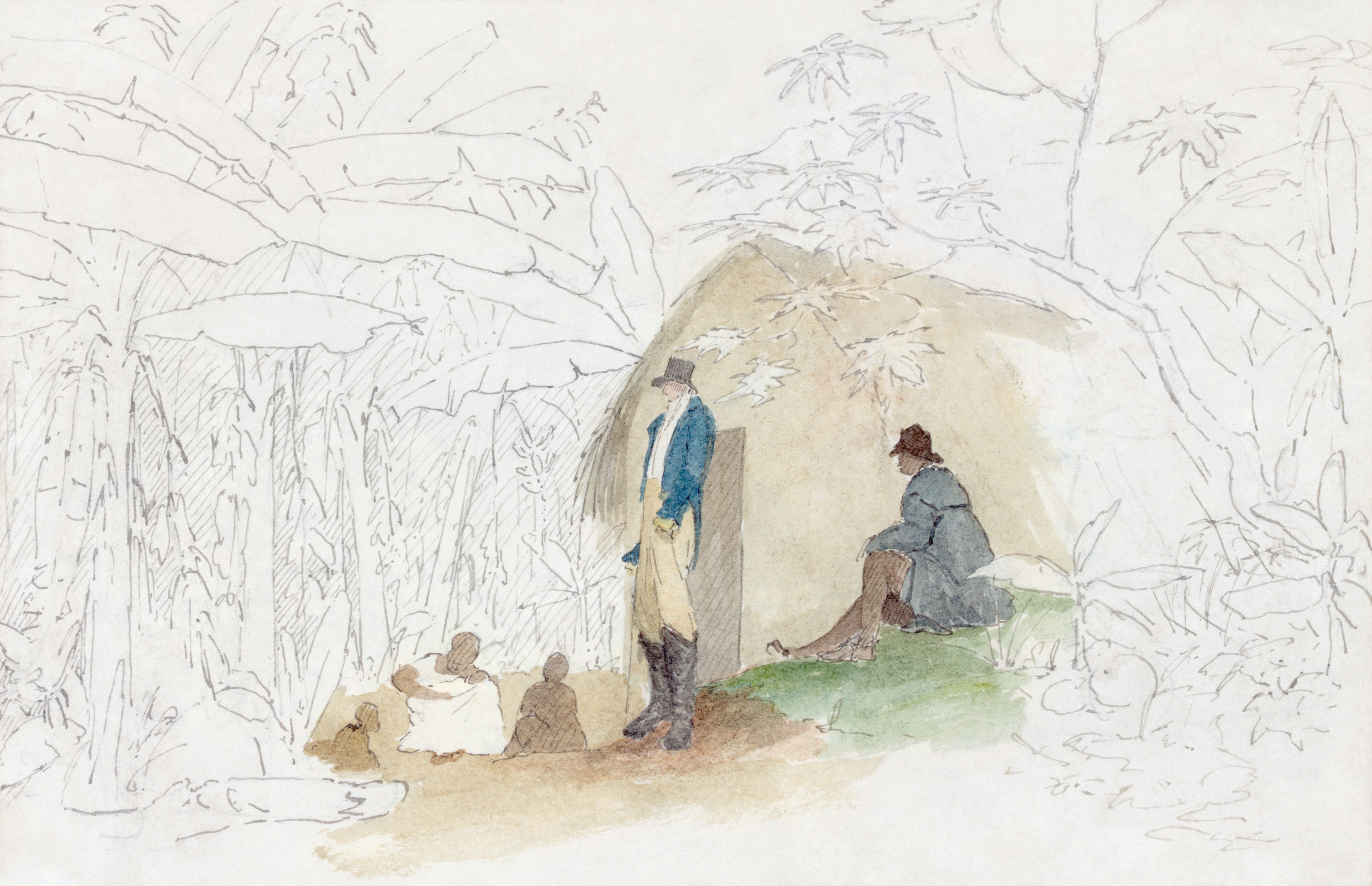
Una acuarela inacabada de William Berryman, realizada entre 1808 y 1816, con acuarela, tinta y lápiz. El uso de la pigmentación parcial llama la atención sobre el tema central

La confluencia de la actividad de los aficionados, los mercados editoriales, el coleccionismo de arte de la clase media y la técnica del siglo XIX condujo a la formación de sociedades inglesas de acuarela: la Sociedad de Pintores en Acuarela (1804, ahora conocida como la Real Sociedad de Acuarela) y la Nueva Sociedad de Acuarela (1832, ahora conocida como el Real Instituto de Pintores en Acuarela). (En 1878 se fundó una Sociedad Escocesa de Pintores en Acuarela, ahora conocida como la Real Sociedad Escocesa de Pintores en Acuarela). Estas sociedades ofrecían exposiciones anuales y referencias de compradores para muchos artistas. También se enzarzaron en pequeñas rivalidades de estatus y en debates estéticos, especialmente entre los defensores de la acuarela tradicional ("transparente") y los primeros en adoptar el color más denso posible con el color corporal o témpera (acuarela "opaca"). Los períodos georgiano y victoriano tardíos produjeron el cenit de la acuarela británica, entre las obras más impresionantes del siglo XIX sobre papel, debido a los artistas Turner, Varley, Cotman, David Cox, Peter de Wint, William Henry Hunt, [John Frederick Lewis, Myles Birket Foster, Frederick Walker (pintor), Thomas Collier (pintor), Thomas Collier, Arthur Melville y muchos otros. En particular, las elegantes, lapidarias y atmosféricas acuarelas ("pinturas de género") de Richard Parkes Bonington crearon una moda internacional por la pintura en acuarela, especialmente en Inglaterra y Francia en la década de 1820.
La popularidad de las acuarelas estimuló muchas innovaciones, entre ellas un papel más pesado y de mayor tamaño [más pesado y de mayor tamaño, y pinceles (llamados "lápices") fabricados expresamente para la acuarela. Varley, Cox y otros publicaron por primera vez tutoriales de acuarela, estableciendo las instrucciones de pintura paso a paso que aún hoy caracterizan al género; Los elementos del dibujo, un tutorial de acuarela del crítico de arte inglés John Ruskin, se ha descatalogado sólo una vez desde que se publicó por primera vez en 1857. Se comercializaban marcas de acuarela y las pinturas se envasaban en tubos metálicos o en forma de pastas secas que podían "frotarse" (disolverse) en la porcelana del estudio o utilizarse en cajas de pintura metálicas portátiles en el campo. Los avances de la química permitieron disponer de muchos pigmentos nuevos, como el azul ultramar sintético, el azul de cobalto, la viridiana, el violeta de cobalto, el amarillo de cadmio, la aureolina (cobaltinitrito de potasio), el blanco de zinc y una amplia gama de carmín y lago de rubia. Estos pigmentos, a su vez, estimularon un mayor uso del color con todos los medios pictóricos, pero en las acuarelas inglesas, sobre todo por parte de la Hermandad Prerrafaelista.

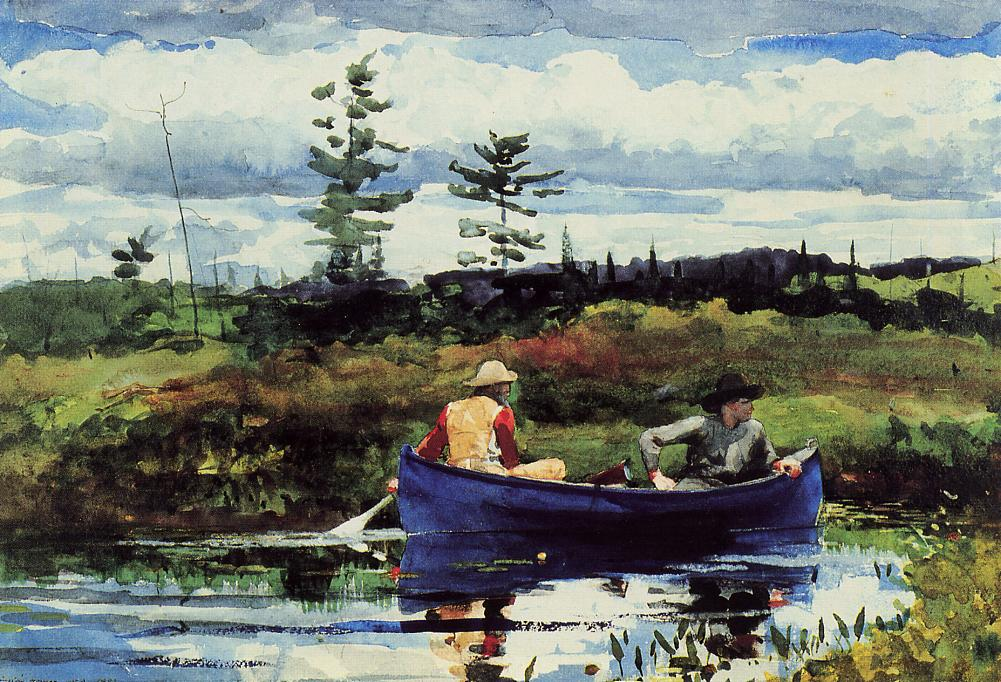
Winslow Homer, The Blue Boat, 1892

### Estados Unidos

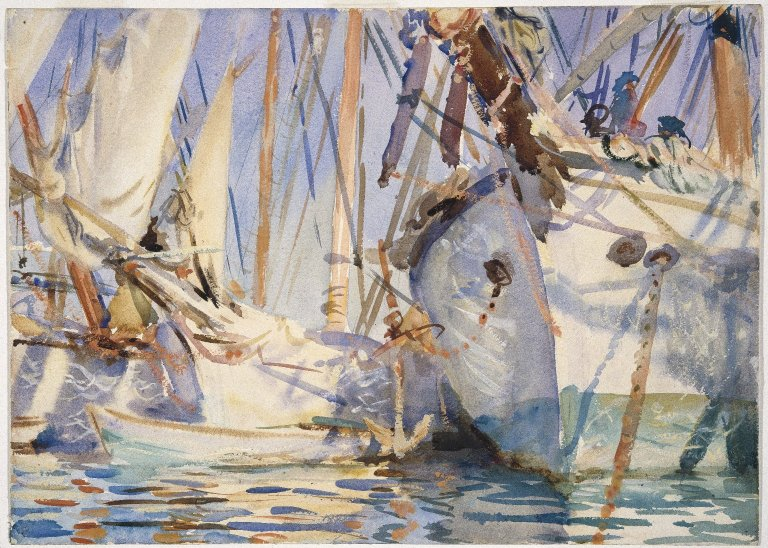
John Singer Sargent, White Ships. Museo de Brooklyn

La pintura a la acuarela también se hizo popular en Estados Unidos durante el siglo XIX; entre sus primeros practicantes destacan John James Audubon, así como los primeros pintores de la Escuela del Río Hudson, como William H. Bartlett y George Harvey. A mediados de siglo, la influencia de John Ruskin hizo que aumentara el interés por las acuarelas, en particular el uso de un detallado estilo "ruskiniano" por parte de artistas como John W. Hill Henry, William Trost Richards, Roderick Newman y Fidelia Bridges. La Sociedad Americana de Pintores en Acuarela (ahora la Sociedad Americana de Acuarela) fue fundada en 1866. Entre los exponentes estadounidenses de finales del siglo XIX se encuentran Thomas Moran, Thomas Eakins, John LaFarge, John Singer Sargent, Childe Hassam y, sobre todo, Winslow Homer.

## Tipos de soportes
El soporte más común para esta técnica es el papel, hay gran variedad de texturas, grosores, gramajes y colores,  su elección depende del estilo del artista. El papel de acuarela se clasifica según  el número de gramos por metro cuadrado , este varía entre 190 y 800 g (gramos); mientras el gramaje sea mayor, más resistirá el papel al pigmento y al agua. El gramaje del papel es la segunda consideración para su elección,  dependerá de cuanta agua utilices, ya que el pigmento no debe correrse y el papel no debe ondularse . Para evitar que el papel se ondule, se humedece previamente y se pega a un cerco de madera, tensándolo.
El tamaño típico que se puede adquirir en papel de acuarela para acuarela es el imperial. Algunos de los tamaños típicos de papel son:
- Royal, 4 x 61
- Super-royal, 49 x 68
- Imperial, 56 x 76
- Elephant, 58 x 71
- Doublé Elephant, 67 x 101
- Antiquarian, 78 x 134

Otro soporte menos usado es la tela o tejido. Con respecto al papel existen tres tipos estándar:
- Papel prensado en caliente (hp), tiene una superficie dura y lisa, muchos artistas consideran una superficie demasiado resbalosa y lisa para la acuarela.
- Papel prensado en frío (no), es texturado, semiáspero, adecuado para lavados amplios y lisos.
- Papel áspero, una superficie granulada, cuando se aplica un lavado se obtiene un efecto moteado por las cavidades del papel.

La elección del grano se basa en función de tus necesidades.
- El grano satinado: ofrece una superficie muy lisa, que se adapta perfectamente a los trazos finos y al tratamiento de los detalles.
- El grano fino: es la textura más frecuentemente utilizada. Su superficie, ni demasiado lisa ni demasiado marcada, ligeramente más rugosa que el grano satinado, es fácil de utilizar y se adapta a (casi) todas las situaciones, y es la más usada por los artistas.
- El grano grueso: con su textura más marcada, que tiende a atenuar los detalles, reclama cierto dominio técnico. Poco adaptado a los temas ricos en detalles, es apropiado para los efectos de colores o relieves.[7]